# ملوان‌ماهی

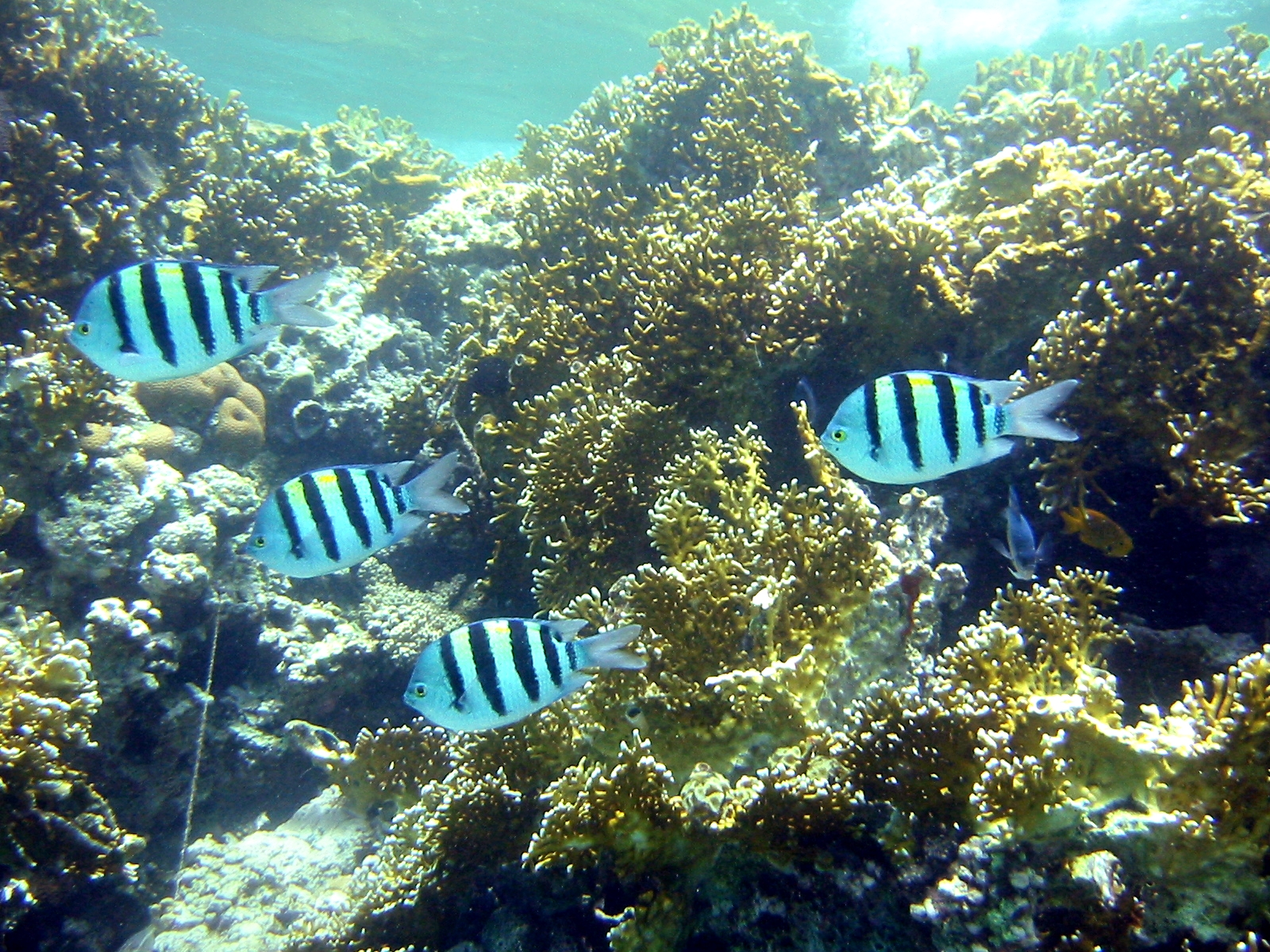
در کنار مرجان‌های آتشین.

مَلَوان‌ماهی از ماهیان دریای سرخ تا آفریقای جنوبی است که تا جنوب خاوری استرالیا و جنوب ژاپن نیز یافت می‌شود.
این ماهی به‌تازگی در مدیترانه نیز دیده شده‌است.
رنگ بدن آن‌ها عموماً سفید تا آبی کمرنگ و پشت آن‌ها متمایل به زرد است. دارای ۵ نوار مشکی تیره در طرفین بدن به صورت عمودی هستند. رنگ سر و صورت خاکستری روشن تا خاکستری تیره‌است.
ملوان‌ماهی‌ها ماهیانی قلمروطلب‌اند و در لابه‌لای مرجان‌ها و صخره‌های جزایر مرجانی تولید مثل و زندگی می‌نماید.